# Karel Bouwens
Karel Bouwens (Maastricht, 4 augustus 1957) is een voormalig betaald voetballer die door Feyenoord werd ontdekt bij de Rijswijkse hoofdklasser R.V.C., dat werd getraind door Aad de Mos. Bouwens speelde het leeuwendeel van zijn carrière in Zuid-Holland, namelijk voor Feyenoord (Rotterdam) en vooral FC Den Haag.

## Loopbaan
Van begin/half 1979 tot half 1982 kwam Bouwens voor Feyenoord uit. In die periode werd hij voor twee maanden uitgeleend aan Excelsior. Bij Feyenoord speelde Bouwens samen met onder andere Joop Hiele, Ben Wijnstekers, Sjaak Troost, Ivan Nielsen, André Stafleu, Stanley Brard, oud-Ajacied René Notten, Pétur Pétursson, Carlo de Leeuw en Jan van Deinsen. Met Feyenoord won Bouwens in het seizoen 1979-1980 de KNVB Beker, door Ajax met 3-1 te verslaan in de finale. Ajax, had toen onder meer de Denen Frank Arnesen en Søren Lerby in de gelederen, alsmede Ruud Krol, Peter Boeve, Martin van Geel, Tscheu La Ling en Simon Tahamata. Bouwens haalde met Feyenoord in het seizoen 1980-1981 een halve finale in het EuropaCup II-toernooi (Europa League) maar werd in april 1981 uitgeschakeld door Dynamo Tbilisi.
Van half 1982 tot maart 1989 stond Bouwens onder contract bij ADO Den Haag, dat toen nog FC Den Haag genoemd werd. Daar speelde Bouwens samen met onder andere Edwin Purvis, Alfons Groenendijk, Bram Rontberg, Remco Boere, Martin Jol en Heini Otto.
Door een gescheurde achillespees, opgelopen in een wedstrijd tegen Ajax, was Bouwens meer dan een jaar uit de roulatie. Met FC Den Haag werd hij ongeslagen kampioen van de eerste divisie in het seizoen 1985-1986, dat daardoor naar de eredivisie promoveerde. Ook speelde Bouwens met FC Den Haag in het seizoen 1986-1987, na eerder Ajax in augustus 1986 voor de competitie in het Olympisch Stadion met 2-3 te hebben verslagen, de bekerfinale in het Zuiderpark in Den Haag tegen Ajax, die na verlenging met 2-4 verloren werd in juni 1987. Trainer van Ajax was Johan Cruijff.
Na een langdurige revalidatie heeft Bouwens onder Dick Advocaat van maart 1989 tot juli 1990 bij HFC Haarlem gespeeld. Daar beëindigde hij zijn betaald voetbalcarrière. In 1997 werd hij trainer van de Amsterdamse hoofdklasser AFC en in 2011 teammanager bij AZ Alkmaar onder Gertjan Verbeek, na het vertrek van clubicoon Peter Arntz.